# Еріка Леонард Джеймс
Еріка Леонард Джеймс, більш відома під псевдонімом Е. Л. Джеймс, (англ. Erika Leonard James, EL James, ім'я при народженні Еріка Мітчелл, англ. Erika Mitchell; 7 березня 1963, Лондон) — англійська письменниця, авторка еротичного бестселера «П'ятдесят відтінків сірого» (2011).

## Життя і кар'єра
Еріка Леонард народилась у 1963 році, виросла в графстві Бакінгемшир у центральній Англії. Вивчала історію в Кентському університеті. Працювала асистенткою в школі телебачення, адміністраторкою на телебаченні в Біконсфілді. Е. Л. Джеймс сьогодні працює на ТБ. Проживає в західній частині Лондона.
У 2012 році журнал «Time» включив її до свого щорічного списку «100 найвпливовіших людей світу».
Історія британки Еріки Леонард, що пише під псевдонімом Е. Л. Джеймс, облетіла світ, коли продажі її книг почали бити всі рекорди. З самого дитинства вона мріяла писати книги, в які неможливо буде не закохатись, але спочатку потрібно було зосередитись на сім'ї та кар'єрі. Еріка вийшла заміж за сценариста, виховувала двох синів, працювала на телебаченні, поки в 2009 році, ставши домогосподаркою, не прочитала «Сутінки» Стефані Маєр. Натхненна місіс Леонард почала писати й викладати в мережу фанфік, написаний за мотивами саги про вампірів. Тоді текст мав назву «Господар світу» і мав чималий успіх — незабаром Еріка переписала і розширила його, перетворивши на оригінальний, автономний від «Сутінків» твір і розділивши його на три частини.
Блогери читали трилогію настільки активно, що в 2011 році маленьке австралійське видавництво «Райтерз кофі шоп» запропонувало Еріці прибрати книгу з відкритого доступу та опублікувати її в електронному вигляді; бажаючі могли замовити й паперову версію. Продажі виявились фантастичними: права на книгу в австралійців придбало видавництво «Вінтаж бук» (входить до імперії «Ренд хауз»). З того часу трилогія продається шаленими темпами, особливо в Британії та США, обігнавши навіть «Гаррі Поттера». Письменниця заробляє понад мільйон доларів на тиждень.

## Тетралогія «П'ятдесят відтінків»
Спочатку задуманий як фан-фікшн на «Сутінки» С. Маєр, «50 відтінків сірого» — еротичний роман, перший том трилогії. Другу книгу «На 50 відтінків темніше» було видано у вересні 2011 року. Заключна, третя частина «На 50 відтінків світліше» вийшла друком у січні 2012 року.
Місце дії роману — сучасний Сіетл. Трилогія оповідає про відносини випускниці коледжу Ани Стіл і молодого бізнесмена Крістіана Грея. Перший досвід письменниці, трилогія «П'ятдесят відтінків сірого», «На п'ятдесят відтінків темніше» і «П'ятдесят відтінків свободи», стала всесвітнім бестселером. Сьогодні продано 50 мільйонів екземплярів. Книги перекладено тридцятьма мовами, зокрема українською.
22 березня 2014 року авторка в своєму Instagram натякнула, що пише нову книгу.
15 червня 2015 року Джеймс опублікувала в Instagram фото нової книги «Грей. П'ятдесят відтінків від імені Крістіана Грея».
Презентація роману англійською мовою відбулась 18 червня 2015 року.

## Нагороди та почесні звання
- 2012  — «100 найвпливовіших людей у світі» за версією журналу Time
- 2012 — Publishers Weekly «Видавнича Людина року»
- 2012  — Національна книжкова премія (Велика Британія), «Популярні Фантастики, Книга року» — «П'ятдесят відтінків сірого»